# Shoshana Zuboff
Shoshana Zuboff (18 de noviembre de 1951) es una socióloga, profesora emérita en la Harvard Business School y escritora estadounidense. Algunos de los temas más recurrentes en sus obras son la revolución digital, la evolución del capitalismo, la emergencia histórica de la individualidad psicológica y las condiciones del desarrollo humano.

## Biografía
Shoshana Zuboff nació en 1951. Obtuvo su BA en filosofía en la Universidad de Chicago y su doctorado (Ph.D.) en psicología social en la Universidad de Harvard. Se incorporó a la Harvard Business School en 1981 donde obtuvo la cátedra Charles Edward Wilson en administración de negocios, y fue una de las primeras mujeres profesoras titulares en esta facultad. En 2014 y 2015, fue profesora asociada en el Berkman Klein Center for Internet & Society en la Harvard Law School.
Zuboff ha desarrollado numerosos conceptos originales:
- el capitalismo de vigilancia (surveillance capitalism), una forma de comercialización de la información que es característica de las sociedades de consumo que hacen negocios a través de Internet.[4][5][6][7][8]
- el poder instrumentario (instrumentarian power),
- la división del aprendizaje en la sociedad (division of learning in society),
- las economías de acción (economies of action),
- los medios de modificación del comportamiento (means of behavior modification),
- la civilización de la información (information civilization),
- el trabajo mediado por el ordenador (computer-mediated work),
- la dialéctica automatización/informatización (automate/informate dialectic),
- la abstracción del trabajo (abstraction of work)
- la individualización del consumo (individualization of consumption).

Zuboff afirma que Google y Facebook se han convertido en «antitéticas a la democracia» (antithetical to democracy). Para ella, gracias a los asistentes personales, empresas como Google y Amazon recopilan inmensas cantidades de datos sobre sus usuarios con el objetivo de obtener beneficios económicos. Los usuarios comparten estas informaciones por conveniencia, sin percibir las implicaciones que ello supone para su vida privada.
En 2019, fue galardonada con el Axel Springer Award por su valentía y su franqueza en el análisis de los problemas sociales de una economía basada en los datos personales.

## Obras
Shoshana Zuboff ha escrito los siguientes libros:
- In the Age of the Smart Machine: The Future of Work and Power (en inglés). New York: Basic Books. 1988. ISBN 0-465-03212-5.
- Shashana Zuboff; James Maxmin (2002). The Support Economy: Why Corporations are Failing Individuals and the Next Episode of Capitalism (en inglés). New York: Viking Press. ISBN 0-670887366.
- Master Or Slave?: The Fight for the Soul of Our Information Civilization (en inglés). 2017.
- The Age of Surveillance Capitalism: The Fight for a Human Future at the New Frontier of Power (en inglés). PublicAffairs. 2019. ISBN 978-1610395694.
traducido al alemán: Das Zeitalter des Überwachungskapitalismus (en alemán). Francfort y Nueva York: Campus. 2018. ISBN 978-3-593-50930-3. (critique (en allemand)).
traducido al español: La era del capitalismo de la vigilancia. La lucha por un futuro humano frente a las nuevas fronteras del poder. Editorial Paidós, 2020..